# Жерар Женет
Жерар Женет (фр. Gérard Genette; Париз, 7. јун 1930 – Париз, 11. мај 2018) био је француски есејиста и критичар, један од уредника часописа: Poétique, истакнути представник структуралистичке критике и заговорник што егзактнијег приступа књижевној чињеници.
Предводио је проучавање књижевне семиотике на: École des hautes études en science sociale у Паризу.
Најопсежнија Женетова студија посвећена је анализи причања и времена у Прустовом романескном циклусу.
Вредност Женетових анализа је управо у тежњи да се не остави по страни, када се рашчлањује било које прозно својство, оно што књижевни текст чини аутономним и незаменљивом поруком.
Бави се поново Платоновим проблемом – шта је мимезис.

## Дела
- Фигуре (Figures, I–III, 1966–1972);
- Мимологије (Mimologiques, 1976);
- Увод у архитекст (L’Introduction à l’architexte, 1979);
- Палимпсести  (Palimpsestes, 1982);
- Прагови (Seuils, 1987);
- Фикција и дикција (Fiction et Diction, 1991).

Женетова критика се одликује, иако је дисциплинованог научног мишљења, смесом ерудиције и хумора, науке и скептицизма, те озбиљног и ироничног.